# Les Luttes de classes en France
Vous pouvez aider à l'améliorer ou bien discuter des problèmes sur sa page de discussion.
- Le fond est à vérifier. Si vous venez d’apposer le bandeau, merci d’indiquer ici les points à vérifier. (Marqué depuis février 2015)

Vous pouvez aider à l'améliorer ou bien discuter des problèmes sur sa page de discussion.
- Il doit être recyclé. La réorganisation et la clarification du contenu sont nécessaires. (Marqué depuis avril 2009)

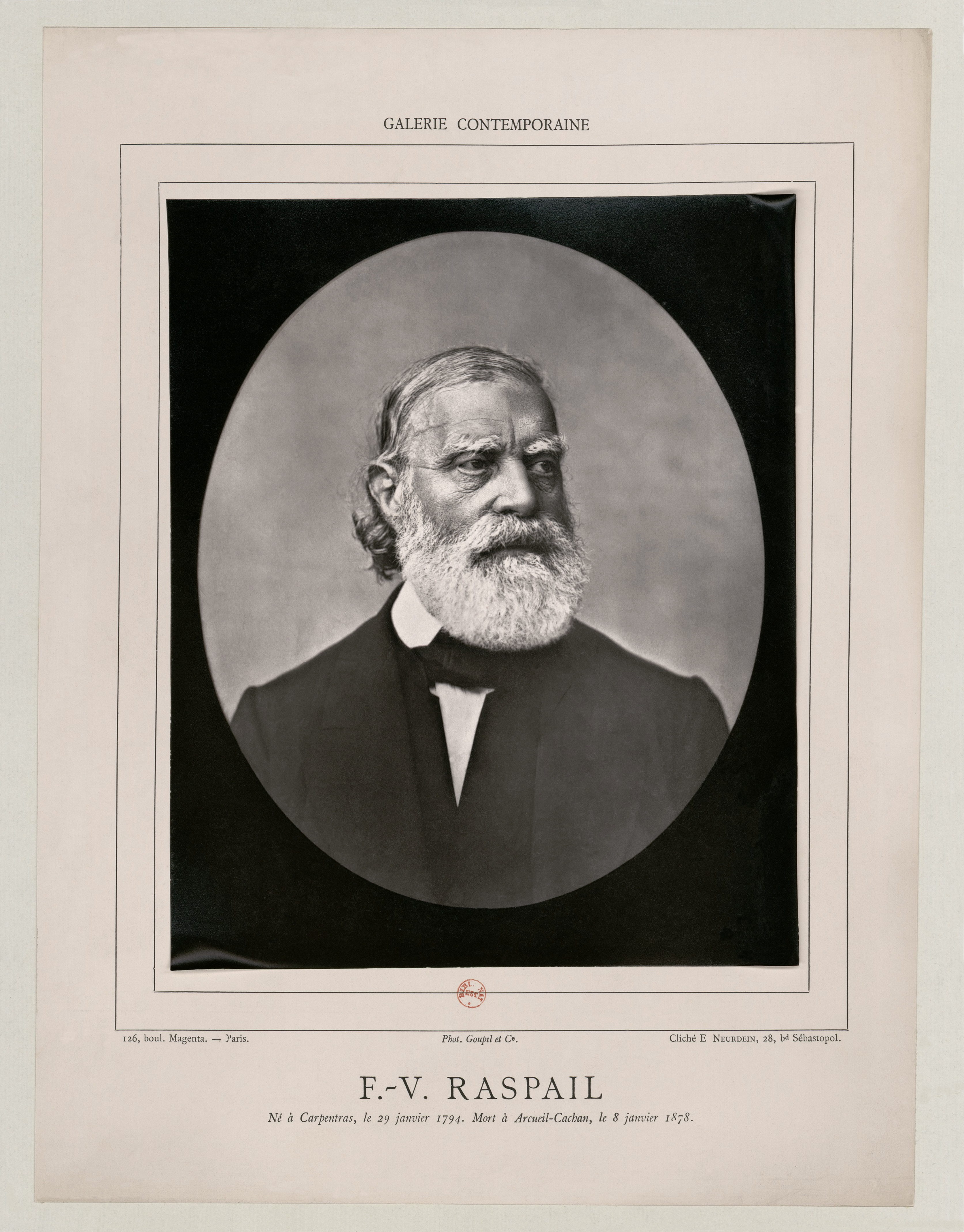
François-Vincent Raspail fut, selon Marx, un des premiers à proclamer la République en 1848

Les Luttes de classes en France est un ouvrage écrit par Karl Marx en 1850 sur le début de la Deuxième République. 

## La défaite de juin 1848
La révolution de juillet 1830, est selon l'analyse de Karl Marx le règne des banquiers, de l’aristocratie financière. Et l’opposition à ce régime, c’est la bourgeoisie montante industrielle (la petite bourgeoisie et la classe paysanne étant complètement exclues du pouvoir politique). L’aristocratie financière utilise l’État comme un outil au service de sa classe. Ainsi, déficit et emprunt d’État favorisant cette classe sont monnaie courante sous Louis-Philippe Ier. De plus la classe dominante exploite les dépenses publiques en procédant à la construction de chemins de fer : « La monarchie de Juillet n’était qu’une société par actions pour l’exploitation de la richesse nationale dont les dividendes étaient partagés entre les ministres, les chambres, les deux cent quarante mille électeurs et leur clientèle ».
La révolution de février 1848 s’expliquerait par deux facteurs : la maladie de la pomme de terre de 45-46 et la crise générale du commerce et de l’industrie en Angleterre dont les conséquences se firent fortement sentir fin 47.
Le gouvernement provisoire qui sortit des barricades reflétait un compromis entre les différentes classes qui avaient renversé ensemble le régime de Louis Philippe mais dont les intérêts n’en demeurent pas moins antagonistes. Il y avait la petite bourgeoisie républicaine (Ledru-Rollin) la bourgeoisie républicaine (du journal le National), l’opposition dynastique ainsi que le mouvement ouvrier. La mise en place du suffrage universel met en orbite politique l’ensemble des classes de la société française. La Révolution française de 1848 est d’abord une victoire des ouvriers. Si 1830 amène une monarchie entourée d’institutions républicaines, 1848 amène une république entourée d’institutions sociales. Mais il ne dénigre pas pour autant la révolution de juillet en ce sens qu’elle apparaît comme nécessaire au développement des forces productives : « Le développement du prolétariat industriel dépend en règle générale du développement de la bourgeoisie industrielle. C’est seulement sous la domination de celle-ci qu’il accède à cette existence d’ampleur nationale qui lui permet d’élever sa révolution à une hauteur nationale. Seule sa domination extirpe les racines matérielles de la société féodale et prépare le terrain sur lequel une révolution prolétarienne est possible ».
La nouvelle révolution amène un nouveau rapport de classes. Désormais, c’est la fraternité qui commande, abolition imaginaire des rapports de classes. La séparation des classes sociales en février repose sur un malentendu (que la fraternité remet en ordre). Mais la proclamation de la république devait être respectable pour tous. C’est ainsi que le gouvernement provisoire supprime la peine de mort politique afin de rassurer l’opinion des craintes d’une nouvelle terreur. « Reconnaissant dans la République sa propre création, le prolétariat parisien acclamait naturellement chaque acte du Gouvernement provisoire. La république ne rencontra nulle résistance ni au-dedans ni au-dehors. C’est ce qui la désarma. Sa tache cessa d’être la transformation révolutionnaire du monde ; elle consista uniquement à s’adapter aux conditions de la société bourgeoise ».
Le gouvernement provisoire chercha donc à dépouiller la république de son apparence anti-bourgeoise. C’est ainsi que la république reprit les dettes de la monarchie. On laisse les dettes de la France  « aux juifs de la finance ». Cette contre-révolution fut surtout portée contre les paysans qui virent la création d’un nouvel impôt. Dès lors un antagonisme se créa entre la paysannerie et le prolétariat parisien. Alors que 1789 commence par la libération des paysans, 1848 commence par un nouvel impôt. Mais les ouvriers gardaient de l’importance. Il fallait donc en finir avec eux. Le gouvernement provisoire chercha donc à faire s'entretuer les prolétaires par deux mécanismes : premièrement, par l'enrôlement dans l'armée d'une partie de ce même prolétariat; deuxièmement, par la mise sur pieds d'une armée d'ouvriers de réserve en créant les ateliers nationaux. Tout comme le prolétariat se trompa pour la garde nationale, la bourgeoisie se trompa quant aux ateliers nationaux et créa par là-même une armée pour l’émeute. Il fallait que le prolétariat entre en conflit avec la bourgeoisie. Une seconde bataille était nécessaire pour détacher la république de ces concessions socialistes afin de forger une république bourgeoise. Ainsi la véritable naissance de la république bourgeoise est la défaite de juin, première grande bataille entre les deux classes qui divisent la société moderne. C’était un combat pour le maintien ou l’anéantissement de l’ordre bourgeois. Et c’est cette défaite qui permet au prolétariat de comprendre qu'il ne pourra pas améliorer ses conditions de vie au sein d'une république bourgeoise.
« En faisant du lieu de sa sépulture le lieu de naissance de la république bourgeoise, le prolétariat força celle-ci à apparaître immédiatement sous sa forme pure, comme l’état dont le but avoué est de perpétuer la domination du capital, l’esclavage du travail. Mais paradoxalement, cet échec ouvre la voie à quelque chose de beaucoup plus grand en ce sens que la résurrection de la sainte alliance a pour conséquence que tout nouveau soulèvement prolétarien en France coïncidera immédiatement avec une guerre mondiale. La nouvelle révolution française est obligée de quitter le sol national et de conquérir le terrain européen. La révolution est morte, vive la révolution ! »

## Le 13 juin 1849
Une fois la grande affaire réglée avec le prolétariat, on pouvait s’attaquer à la petite bourgeoisie. Ils se rendirent rapidement compte qu’en écrasant le prolétariat, ils s’étaient livrés pieds et poings liés à leurs créanciers. On assiste ainsi à la prolétarisation des moyens. Dès lors, la république apparaît comme le régime de domination de la bourgeoisie. La bourgeoisie n’a pas de roi, la vraie forme de son règne est la république. Le 10 décembre, victoire de Louis-Napoléon Bonaparte fut le jour de l’insurrection paysanne. C’est le février paysan. Ainsi, les naïfs, stupides, superstitieux, pathétiques, bouffons, bref la classe qui représente la barbarie au sein de la civilisation exprime son entrée dans le mouvement révolutionnaire par ce vote.
La république que les paysans balayent par leurs votes, c’est la république des riches. Mais les autres classes participèrent aussi à la victoire de Louis-Napoléon Bonaparte : pour le prolétariat c’est la fin de Cavaignac, pour la petite bourgeoisie, c’est le pouvoir du débiteur sur le créancier, et pour la grande bourgeoisie le début d’une restauration royaliste. S’ensuit une sorte de cohabitation, où l’assemblée nationale essaye tant bien que mal de faire valoir ses droits mais, très rapidement, n’est plus légitime aux yeux du peuple en ce sens que le 10 décembre invalide son mandat. Il y a donc dualité entre deux républiques.
Le 29 janvier 1849, elle vote sa dissolution et par la-même la reconnaissance de la prise de pouvoir par la bourgeoisie royaliste. C’est à cette fin que se crée le parti de l’ordre, coalition des orléanistes et des légitimistes au sein d’un même parti. C’est ainsi que la république devient la forme parachevée et manifeste de la domination de l’ensemble de la classe bourgeoise, synthèse de la restauration et de la monarchie de Juillet. La république devient pour eux un outil de domination et d’union face au centre et aux prolétaires (regroupés dans le parti social-démocrate).
Le 13 juin 1849 parachève la défaite de la petite bourgeoisie à la suite de la répression de la dernière journée révolutionnaire menée par Ledru Rolin, chef des montagnards, contre l’intervention en Italie (car inconstitutionnelle).

## Conséquences du 13 juin 1849
À partir de ce moment, l’assemblée nationale n’est plus qu’un comité de salut public du parti de l’ordre. Thiers qualifie la constitution de chiffon de papier. Le 1er novembre 49, Bonaparte décide d’affirmer son autorité en offrant le ministère de l’intérieur à un bonapartiste. On entre selon Karl Marx dans une troisième période de la république, forme où Bonaparte, prétendant neutre (ni orléaniste ni légitimiste) met en place une nouvelle restauration sous la forme neutre de la république. Finalement, la république renforce l’aristocratie financière qu’elle avait combattue en février.
Les classes dirigeantes poursuivent leur domination par un accroissement énorme de la dette. Une analyse de la situation de la paysannerie montre que c’est à ce moment que la domination du Capital commence pour eux par le biais de l’impôt. Ainsi seule la chute du Capital peut briser sa misère économique. C’est pourquoi, le combat de la paysannerie et du prolétariat est le même. Et ce changement se manifesta à travers les élections où la campagne envoya des députés rouges à l’assemblée. Même la petite bourgeoisie se met à élire des insurgés de juin ce qui signifie dès lors qu’un nouveau juin 1848 semble possible.
La république, outil de domination de la classe bourgeoise semble menacée. À la suite de la victoire de la gauche et du centre aux élections partielles du 10 mars 1850, la bourgeoisie s’attaque au suffrage universel, fondement de la constitution. La bourgeoisie ne peut plus combattre les autres classes avec les armes de la république. De plus, limiter le suffrage parait légitime car cela permet de viser un but responsable à savoir la domination de la classe responsable. C’est ainsi que le suffrage universel fut restreint par une loi proposée par la chambre. C’est la république conservatrice.